# Campionat del Món d'esgrima de 1947
El Campionat del Món d'esgrima de 1947 fou la tercera edició del Campionat del Món d'esgrima. Es va disputar a Lisboa, Portugal.

## Resultats

### Resultats masculins
| Proves            | Or | Plata | Bronze |
| Floret individual | Christian d'Oriola                                                                                      | Manlio Di Rosa                                                                                                  | Edoardo Mangiarotti                                                                                                   |
| Floret per equips | FrançaAndré Bonin · René Bougnol · Jéhan Buhan · Christian d'Oriola · Adrien Rommel                     | ItàliaGiancarlo Bergamini · Manlio Di Rosa · Giuliano Nostini · Renzo Nostini · Giorgio Pellini · Saverio Ragno | BèlgicaRobert Michiels · Paul Valcke · André van de Werve · Édouard Yves                                              |
| Espasa individual | Édouard Artigas                                                                                         | Bengt Ljungquist                                                                                                | Raoul Henkart |
| Espasa per equips | FrançaÉdouard Artigas · Jéhan Buhan · Marcel Desprets · Henri Guérin · Henri Lepage · Michel Pécheux    | SuèciaPer Carleson · Sven Fahlman · Carl Forssell · Bengt Ljungquist · Sven Thofelt                             | ItàliaStefano Allocchio · Luigi Cantone · Ercole Domeniconi · Dario Mangiarotti · Edoardo Mangiarotti · Saverio Ragno |
| Sabre individual  | Aldo Montano                                                                                            | Georges de Bourguignon                                                                                          | Gastone Darè |
| Sabre per equips  | ItàliaGastone Darè · Umberto De Martino · Carlo Filogamo · Aldo Montano · Vincenzo Pinton · Mauro Racca | BèlgicaRobert Bayot · Georges de Bourguignon · Ferdinand Jassogne · Édouard Yves                                | EgipteSalah Desuki · Mohamed Abdel Rahman · Mahmud Yunes · Mohamed Zulficar                                           |

### Resultats femenins
| Proves            | Or                                                                    | Plata                                                                                              | Bronze                                                                                   |
| Floret individual | Ellen Müller-Preis                                                    | Silvia Strukel                                                                                     | Louisette Malherbaud                                                                     |
| Floret per equips | Dinamarca · Karen Lachmann · Kate Mahaut · Grete Olsen · Ulla Barding | França · Jacqueline Baudot · Renée Garilhe · Françoise Gouny · Alice Karren · Louisette Malherbaud | Itàlia · Cleo Balbo · Velleda Cesari · Elena Libera · Alberta Lorenzoni · Silvia Strukel |

## Medaller
| Posició | País      | Or | Plata | Bronze | Total |
| 1       | França    | 4  | 1     | 1      | 6     |
| 2       | Itàlia    | 2  | 3     | 4      | 9     |
| 3       | Àustria   | 1  | 0     | 0      | 1     |
| 3       | Dinamarca | 1  | 0     | 0      | 1     |
| 5       | Bèlgica   | 0  | 2     | 2      | 4     |
| 6       | Suècia    | 0  | 2     | 0      | 2     |
| 7       | Egipte    | 0  | 0     | 1      | 1     |